# Astrum Online Entertainment
Astrum Online Entertainment — российский IT-холдинг, работал на рынке интерактивных онлайн-развлечений Восточной Европы. В 2009 году холдинг перешёл под контроль Digital Sky Technologies, на основе активов которого была создана Mail.Ru Group и в дальнейшем стал его подразделением Mail.Ru Games.

## Деятельность
Холдинг был создан 5 декабря 2007 года, объединив в себе компании, которые разрабатывали, издавали и оперировали онлайн-играми: «Astrum Nival» (в прошлом «Nival Online»), «IT Territory», «Time Zero». Летом 2008 года в холдинг была включена компания «DJ Games», разработчик онлайн-игр. Слияние нескольких игровых компаний иллюстрирует тенденцию современного мирового рынка. В конце 2008 года холдинг являлся крупнейшим игроком своего рынка в России.
Объединение было осуществлено с целью синхронизации общей стратегии развития компаний холдинга, а также использования общих технических и инфраструктурных ресурсов.
Холдинг придавал большое значение выходу на новые географические рынки. Осенью 2008 года холдинг уже начал деловую активность в Германии и Китае, запустив немецкую и китайскую версии MMORPG «Легенда: Наследие драконов».
В январе 2009 года игры Astrum Online появились в Турции. В этой стране был открыт официальный сайт онлайн-игры «Легенда: Наследие драконов» на турецком языке. В планах до конца 2009 года — освоение рынков Италии, Франции, Испании.
В третьем квартале 2008 года Astrum Online контролировал более 60 % локального рынка онлайн-игр.
По оценке экспертов выручка холдинга в 2008 году составила около 50 млн долларов.
Перечень игровых проектов холдинга включает в себя более тридцати многопользовательских онлайн-игр. Среди них наиболее популярны такие MMOG, как «Легенда: Наследие Драконов», «Территория», «Троецарствие», «Perfect World». В начале 2009 года на игровой рынок России вышла очередная онлайн-игра: продолжение популярной серии с 10-летней историей — многопользовательская ролевая игра «Аллоды Онлайн».

### Менеджеры холдинга
- Игорь Мацанюк, президент
- Владимир Никольский, генеральный директор
- Алиса Чумаченко, вице-президент по маркетингу и рекламе
- Всеволод Леонов, вице-президент по развитию бизнеса

### Компании холдинга
- IT Territory
- IT Territory Nord
- TimeZero LLC
- Nival
- DJ Games

## История

### 2010
Февраль
- 24 февраля 2010 года, Mail.ru выкупает долю Сергея Орловского и полностью поглощает холдинг. В Mail.ru объявили, что все будущие проекты холдинга будут выпускаться под брендом Mail.ru.

### 2009
Декабрь
- 1 декабря 2009 года, Москва. Mail.Ru объявила о приобретении Astrum Online Entertainment (AOE) с целью создания крупнейшей в России компании в сфере онлайн-коммуникаций и развлечений[10].

Июнь
- Состоялся официальный запуск MMORPG Last Chaos в России.
- Подписан контракт с JoyMax на локализацию и оперирование на территории стран бывшего СССР MMORPG Silkroad Online.

Май
- Подписан контракт с Gala-Net, Inc. на издание и оперирование проекта «Аллоды Онлайн» на территории США.
- Началось открытое тестирование новой браузерной онлайн-игры «Эфириум».
- Количество зарегистрированных пользователей в проектах холдинга превысило 20 миллионов человек.
- Игра «Аллоды Онлайн» признана лучшей игрой года и награждён призом зрительских симпатий на КРИ-2009.
- Запущена в открытое тестирование новая браузерная игра «Территория футбола».

Апрель
- Стартовал открытый бета-тест флешовой MMORPG «ФАОР» от петербургской студии IT Territory Nord (бывший ITT Casual).
- Онлайн-игра «Легенда: Наследие Драконов» запущена в коммерческую эксплуатацию в Турции.
- Подписан контракт с Gala Networks Europe на издание и оперирование проекта «Аллоды Онлайн» на территории Европы.
- Онлайн-игра «COSMICS: Галактические войны» запущена на сервисе Рамблер@Игры.

Март
- Подписан контракт с T-Entertainmrnt Co., Ltd. на локализацию и оперирование многопользовательской ролевой 3D онлайн-игрой Last Chaos.
- Astrum Online лицензировал технологию BigWorld Technology для разработки новой клиентской онлайн-игры.
- Astrum Online и Mail.Ru объявили о начале сотрудничества.

Февраль
- Стартовал закрытый бета-тест новой онлайн-игры «Аллоды Онлайн».
- В игровых онлайн-проектах холдинга Astrum Online зарегистрировано 16 миллионов игроков.
- Официально запущена новая онлайн-игра «Пара Па: Город Танцев».
- Astrum Online запустил немецкий игровой портал Astrumo.de.

Январь
- Открыта турецкая версия сайта онлайн-игры «Легенда: Наследие Драконов».
- Новая онлайн-игра Slapshot вышла на стадию открытого бета-теста.

### 2008
Декабрь
- Началось открытое бета-тестирование онлайн-игры «Легенда: Наследие Драконов» в Китае.
- Открыт официальный сайт новой онлайн-игры «Фаор».
- Подписан контракт с компанией Snail Game на оперирование игрой «Пара Па: Город Танцев» (оригинальное название 5th Street).

Ноябрь
- В Германии запущена локализованная версия онлайн-игры TimeZero.
- Онлайн-игра «Легенда: Наследие Драконов» в очередной раз стала лауреатом «Премии Рунета-2008» в номинации «Народная 10-ка».

Октябрь
- Количество игроков, зарегистрированных в игровых проектах холдинга Astrum Online Entertainment, превысило 10 миллионов человек.
- IT Territory объявила о запуске новой MMO-игры «Десант: Рейдеры Мериона».
- Astrum Online Entertainment и Rambler запустили совместный проект на базе игры «Легенда: Наследие Драконов».
- Astrum Online Entertainment запустил в Китае в партнёрстве с компанией Snail Games свой игровой проект — онлайн-игру «Легенда: Наследие Драконов».
- Astrum Online Entertainment объявил о начале закрытого бета-тестирования немецкой версии онлайн-игры «Легенда: Наследие Драконов».

Сентябрь
- IT Territory объявила об официальном старте новой бесплатной MMO-игры «Монато. Мир Снов».
- Состоялся официальный запуск MMORPG «Властелин Колец Онлайн: Тени Ангмара».

Август
- IT Territory запустила бета-тестирование браузерной MMORPG «Хранители Силы». Nikita.Online объявляет о начале открытого бета-тестирования русской версии онлайн-игры «Rappelz».
- TimeZero объявила об официальном запуске онлайн-игры «Destiny».
- Доля рынка онлайн-развлечений холдинга Astrum Online Entertainment превысила 60 %.

Июль
- IT Territory объявила о начале открытого бета-тестирования русского сервера MMORPG «Монато. Мир Снов».

Июнь
- IT Territory объявила о запуске новой онлайн-игры «Герои: Возрождение».
- TimeZero объявила об открытии доступа к бета-версии MMORPG «Destiny».
- В холдинг Astrum Online вошёл украинский партнёр — компания DJ Games (Тёмный Джокер-Геймс).

Май
- Nival Online объявила о начале открытого бета-тестирования русской версии онлайн-игры «Granado Espada: Вызов Судьбы».
- Nival Online объявила о начале открытого тестирования русской версии бесплатной онлайн-игры «Perfect World».

Апрель
- IT Territory анонсировала игровой проект «Герои: Возрождение».
- IT Territory объявила о начале распространения скачиваемых casual-игр по модели free-to-play.
- Начало открытого бета-тестирования MMO-игры «Сфера 2. Арена».

Февраль
- Компания Nival Online объявила об официальном запуске многопользовательской онлайн-игры «Пиратия».
- Компании IT Territory и Simutronics объявили о договоренности по лицензированию Simutrinics HeroEngine — программного пакета для разработки MMO-игр.
- Компании IT Territory и «Мамба» объявили о запуске совместного проекта — MMO-игры «Love City».

Январь
- Компания IT Territory объявила о 5-миллионном пользователе в своих проектах.
- Компании Turbine, Inc. и IT Territory объявили о заключении договора на издание в России MMORPG «Властелин Колец Онлайн: Тени Ангмара».

### 2007
Декабрь
- Принято решение об объединении лидирующих компаний рынка онлайн-развлечений — IT Territory, Nival Online, TimeZero — в рамках единого холдинга Astrum Online Entertainment

## Награды
2008 — Многопользовательская онлайн-игр «Легенда: Наследие Драконов», разработанная и запущенная компанией IT Territory, второй год подряд вошла в «Народную 10-ку» Премии Рунета.
2008 — на 6-й международной Конференции Разработчиков Компьютерных Игр собственная разработка компании Nival Online — многопользовательская игра «Аллоды Онлайн», запланированная к выходу в 2009 году, получила награду как «Лучшая онлайн-игра КРИ-2008».
2008 — компания Nival Online была признана «Лучшей компанией-разработчиком КРИ-2008».
2008 — победа проекта «Троецарствие», разработанного и выпущенного компанией IT Territory, в номинации «Лучшая браузерная игра» от GameLand Award — единственной в России народной премии в области компьютерных и видеоигр.
2008 — онлайн-игра «Granado Espada», локализованная компанией Nival Online, была признана «Лучшей зарубежной игрой КРИ-2008».
2007 — компания IT Territory получает статус Дипломанта Премии Рунета — 2007 в номинации «Здоровье и отдых».
2007 — многопользовательской онлайн-игре «Легенда: Наследие Драконов», разработанной компанией IT Territory, присвоен статус Дипломанта «Народной десятки» Премии Рунета — 2007.
2007 — многопользовательской онлайн-игре «BloodyWorld», разработанной компанией DJ Games, присвоен статус Дипломанта «Народной десятки» Премии Рунета — 2007.
2007 — Игорь Мацанюк, президент холдинга Astrum Online Entertainment, признан компанией «Рамблер» человеком десятилетия в номинации «Игры».
2004 — многопользовательская онлайн-игра «Территория», разработанная и изданная компанией IT Territory, была признана лучшей в номинации «Игры» на Открытом всероссийском интернет-конкурсе.
2003 — портал многопользовательской онлайн-игры «Территория», разработанной и изданной компанией IT Territory, был признан лучшим в номинации «Игровой сайт» на Открытом всероссийском интернет-конкурсе.

## Игровые проекты (по состоянию на июнь 2009)
Компании холдинга оперируют 38 многопользовательскими онлайн-играми и 60+ casual играми.
Совокупная аудитория всех проектов компаний холдинга превышает 30 миллионов человек.
Холдинг имеет представительство в Германии (Astrum GmbH, Гамбург) и оперирует игровыми проектами в Великобритании, Германии, Турции и Китае. В планах — открытие представительства в США.
Приоритетная бизнес-модель игровых проектов холдинга — free-to-play (для доступа к игровому процессу не требуется никаких финансовых расходов со стороны игрока).
- Аллоды Онлайн
- Легенда: Наследие Драконов
- Perfect World
- Властелин Колец Онлайн
- Last Chaos
- Silkroad Online
- TimeZero
- Троецарствие
- Герои: Возрождение
- Территория
- Cosmics: Галактические войны
- Монато. Мир Снов
- BloodyWorld
- Love City
- Десант: Рейдеры Мериона
- Пара Па: Город Танцев
- Пиратия
- Granado Espada
- Slapshot
- Destiny Online
- Хранители силы
- Фаор
- Funny War
- Evil Tale
- Берсерк Онлайн
- Эфириум
- Территория Футбола
- Дэос: Война Богов